# María Uriz
María de la Asunción Uriz Mosquera, més coneguda com a María Uriz, (La Corunya, 21 d'agost de 1946) és una soprano espanyola.
María Uriz va néixer a la Corunya. Va iniciar els estudis de piano, música de cambra i Art Dramàtic en el Conservatori de Música de la seva ciutat natal mentre estudiava el batxillerat. En concloure els estudis musicals, i gràcies a que el seu germà era membre de la Coral Polifònica el Eco, va donar els seus primers passos en el món de l'òpera. Després d'això va iniciar la carrera de cant concloent-la al Conservatori Superior de Música del Liceu.
En la dècada dels 1970 va obtenir les beques March i Castellblanch, la qual cosa li va permetre traslladar-se a Itàlia per ampliar els seus estudis. Posteriorment va obtenir també la beca Agustín Pedro i Pons i el premi de cant Eugenia Kémeny (professora del Liceu). Poc després va ser requerida per les autoritats per actuar en la recepció que anualment, en el Palau Municipal de La Corunya, realitzava el llavors cap de l'Estat espanyol Francisco Franco i els seus ministres. Durant quatre anys, i sota la direcció d'Elvira de Hidalgo, famosa soprano mestra de Maria Callas, va fer estudis de tècnica vocal i escènica a Milà (Itàlia).
Des del seu debut en 1974 en Barcelona, acompanya pel pianista Pere Vallribera en el Reial Cercle Artístic de la ciutat, es va convertir en una cantant habitual en el Gran Teatre del Liceu de Barcelona amb un ampli repertori. Va cantar, entre d'altres, Doña Francisquita d'Amadeu Vives, al Liceu, dirigida per Plácido Domingo; La bohème amb Plácido Domingo i Montserrat Caballé (Elda), amb Jeannette Pilou i Beniamino Prior (Liceu); La Favorita amb Alfredo Kraus, Maruxa, Medea i Romeu i Julieta. També ha actuat en sarsueles i òperes en el Teatre de la Zarzuela de Madrid, així com en recitals, en el Palau de la Música Catalana, en el Teatro Colón (Buenos Aires), en el Rosalía de Castro de la Corunya o en ciutats com Oviedo, Gijón, Ourense, Vigo, Santiago de Compostel·la, Düsseldorf, Luxemburg, i altres de França i Itàlia.

## Aparicions en televisió
Ha gravat per a TVE diversos programes sobre òpera com La saga dels Rius; Amelia de Un ballo in maschera (amb Josep Carreras) i Leonora de Il Trovatore (amb Jaume Aragall).

## Premis
- Premi del disc gallec (CBS-Columbia) en el Dia de les Lletres Gallegues per Cantiges galegas dues seculos XIX i XX.[3]
- Medalla d'or 1977 de RNE - Gran Teatre del Liceu, guardó al cantant més jove destacat en la temporada operística.
- Gran Creu al Mèrit Humanitari (2006)

## Repertori (selecció)
- 1974 Sigfried, Arabella, Hänsel und Gretel;
- 1975-76 Carmen (amb Plácido Domingo), Norma, Les noces de Fígaro, Don Gil de Alcalá, La traviata (amb Jaume Aragall), Macbeth (amb Pedro Lavirgen, Joan Pons);
- 1976-77 La bohème (amb Plácido Domingo y M. Caballe), Romeu i Julieta,[4] Medea (amb Montserrat Caballe),[5] La traviata;[6]
- 1977-78 Parisina d'Este (amb Montserrat Caballé i Plácido Domingo),[7] La bohème (amb Montserrat Caballe);[8]
- 1978-79 Maruxa,[9] La vida breve, La Rondine;[10]
- 1980 Il trovatore,[11] Elisabetta, regina d'Inghilterra;
- 1981 Adriana Lecouvreur (amb Plácido Domingo, Caballé, Carreras i Mirella Freni);
- 1982 La chulapona, Marchenera (antologia de Federico Moreno Torroba), La traviata,[12] La favorita (amb Alfredo Kraus),[13] Don Carlos (amb Caballé, Ielena Obraztsova, Luis Lima);[14]
- 1983 El asombro de Damasco, La del soto del parral, Luisa Fernanda, Los gavilanes; La fanciulla del West (amb Plácido Domingo), Macbeth,[15] La traviata, Carmen;[16]
- 1984 Il turco in Italia (amb Sesto Bruscantini), Curro Vargas, La verbena de la Paloma;
- 1985 Doña Francisquita, Macbeth, Madama Butterfly;[17]
- 1986 Manon,[18] La traviata (amb Alfredo Kraus);
- 1987 Cavalleria rusticana (amb Plácido Domingo, Ielena Obraztsova),[19] Gianni Schicchi (amb Rolando Panerai), Saffo (amb Montserrat Caballé), Adriana Lecouvreur, Mefistofele (amb Caballé);[20]
- 1989 Manon Lescaut (amb Freni, Renata Scotto), Adriana Lecouvreur (amb Freni, Caballé, Carreras, Plácido Domingo), Tancredi (amb Marilyn Horne), La fiamma (amb Caballé);[21]
- 1990 Elektra,[22] Die Walküre (amb Simon Estes),[23] Aida, Suor Angelica, Jenůfa;[24]
- 1991 La traviata;[25]
- 1992 Maria Stuarda (amb Daniela Dessi, Agnès Baltsa),[26] La traviata;[27]
- 1993 Carmen,[28] Il trovatore;[29]
- 1994 La verbena de la Paloma, La del soto del parral, Sueños de gloria;
- 1995 Rigoletto;[30]
- 1996 Macbeth;
- 1998 Jenůfa;
- 2000 Sly;[31]
- 2001 Pan y toros.